# Municipio de Nottawa (condado de St. Joseph)
El municipio de Nottawa (en inglés: Nottawa Township) es un municipio ubicado en el condado de St. Joseph en el estado estadounidense de Míchigan. En el año 2010 tenía una población de 3858 habitantes y una densidad poblacional de 39,58 personas por km².

## Geografía
El municipio de Nottawa se encuentra ubicado en las coordenadas 41°56′27″N 85°28′14″O / 41.94083, -85.47056. Según la Oficina del Censo de los Estados Unidos, el municipio tiene una superficie total de 97.47 km², de la cual 92,25 km² corresponden a tierra firme y (5,35 %) 5,21 km² es agua.

## Demografía
Según el censo de 2010, había 3858 personas residiendo en el municipio de Nottawa. La densidad de población era de 39,58 hab./km². De los 3858 habitantes, el municipio de Nottawa estaba compuesto por el 95,31 % blancos, el 1,4 % eran afroamericanos, el 0,23 % eran amerindios, el 0,88 % eran asiáticos, el 0,34 % eran de otras razas y el 1,84 % eran de una mezcla de razas. Del total de la población el 1,24 % eran hispanos o latinos de cualquier raza.